# ヒルトン東京
ヒルトン東京（ヒルトンとうきょう、英語表記Hilton Tokyo）は、東京都新宿区西新宿6丁目にあるホテル。運営はヒルトン・インターナショナル傘下の日本ヒルトン株式会社。

## 概要
1964年東京オリンピック開催による国際ホテル建設促進に則り、アメリカのヒルトン・インターナショナル（以下ヒルトン）が日本進出を図ることになった。
なお、米国統治下の沖縄に米国人向けの「沖縄ヒルトン」がヒルトン直営で存在していたが、1970年代に「沖縄シェラトン」に改称したあと廃業した。建物は約30年間廃墟に近い状態となっていたが、2005年に「コスタビスタ沖縄」として蘇っている。
ヒルトンは東京急行電鉄（東急）との合弁会社「東京ヒルトンホテル株式会社」を設立、1963年6月に北大路魯山人の名門料亭「星ヶ岡茶寮」（東京都千代田区永田町）の跡地に「東京ヒルトンホテル（Tokyo HILTON HOTEL）」として開業した。
ヒルトンは、現在のホテルニューオータニの場所を購入してのホテル建設を計画していたが、土地保有者の大谷工業の関連会社である大谷鐵工に、現在のホテルニューオータニイン東京（大崎）の土地との抱き合わせで高額な価格を提示されたことで断念した。そのため東急との合弁に切り替え、星ヶ岡茶寮跡地を所有していた東急がホテルを建設し「東京ヒルトンホテル」として運営した。用地売却を断念した大谷鐵工は業態転換し「ホテルニューオータニ」を開業することとなった。
「東京ヒルトンホテル」は、東急とヒルトンの間で開業後20年間の合弁契約が締結されていたが、1967年4月頃に東急側が「Hotel Japan Tokyu」に改称。ヒルトン側が東京地裁へ仮処分を申請し、改称が差し止められたことで「東京ヒルトンホテル」に復帰したが、その後も契約期間等の軋轢をめぐり裁判沙汰となる。その後、当初の契約期間満了により1983年12月31日をもって閉館となり、翌1984年1月1日からは東急ホテルズの「キャピトル東急ホテル」として運営されることになった（2006年に閉館し建て替え、後身はザ・キャピトルホテル東急）。
「東京ヒルトンホテル」の代替として、ヒルトンは新たに100%出資の子会社（現在はヒルトンジャパン傘下）日本ヒルトン株式会社を1981年に設立し、1984年8月に新宿国際ビルディング（地上38階/塔屋2階/地下4階建て）が竣工され、同年9月1日に日本初の完全外資によるシティホテル「東京ヒルトン インターナショナル（Tokyo HILTON International）」を開業した。その後、名称を現在のヒルトン東京へ改称した。
周辺の西新宿一帯は、京王プラザホテル、パークハイアット東京、ハイアットリージェンシー東京など、高級指向の大型シティホテルが所在する競合地域となっている。
館内設備は高速インターネット通信完備のエグゼクティブ&デラックスフロアを含む全830室、6つのレストラン&バー、大小20の宴会場、室内プール、ジム、サウナ、屋外テニスコート、ビジネスセンターなどがある。
1996年に最寄り駅となる西新宿駅が開業したが、新宿駅からは離れた場所に立地するため、ホテル利用者専用のシャトルバスが運行されている。運行は京王バス東に委託している。

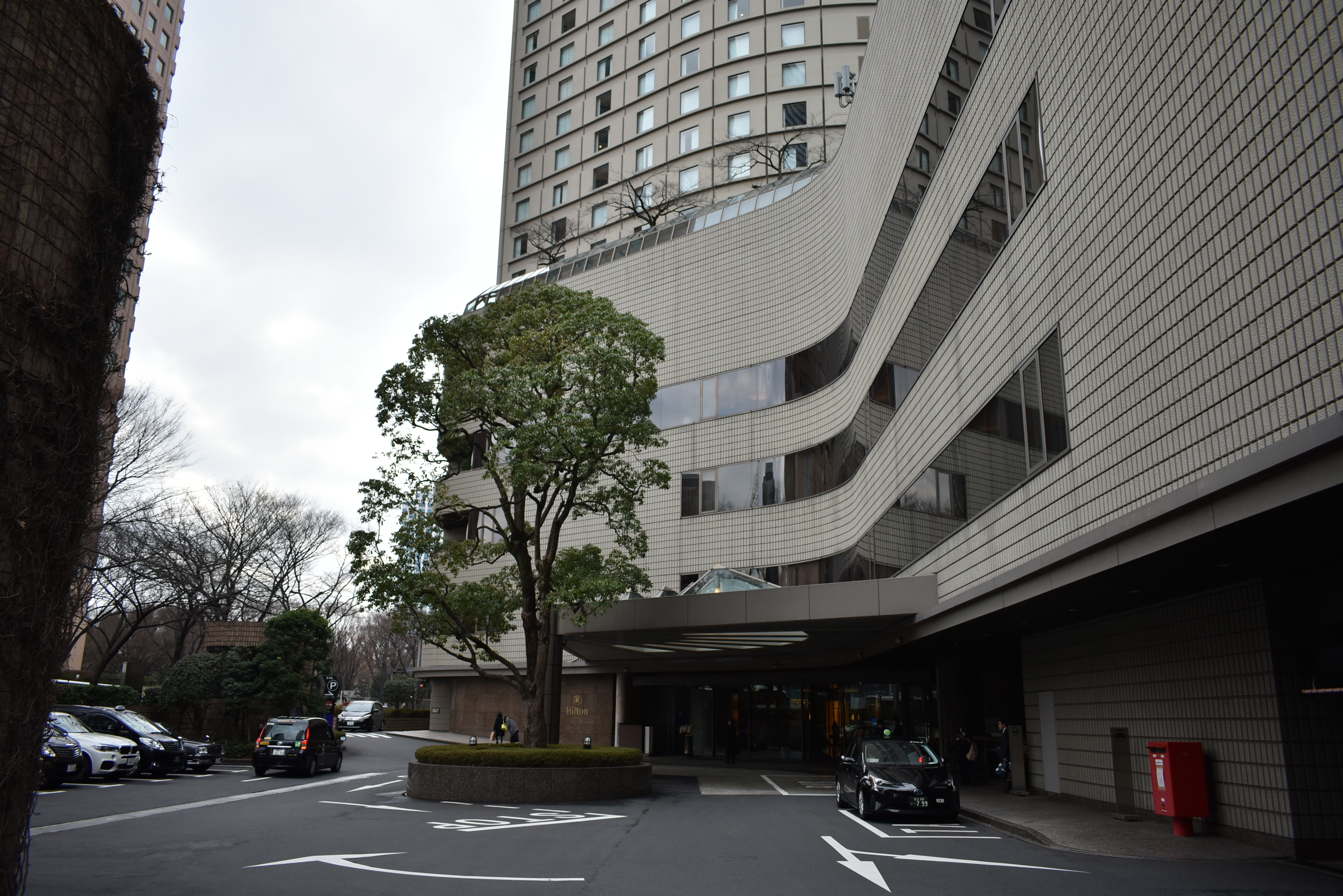
車寄せ（2019年3月1日撮影）
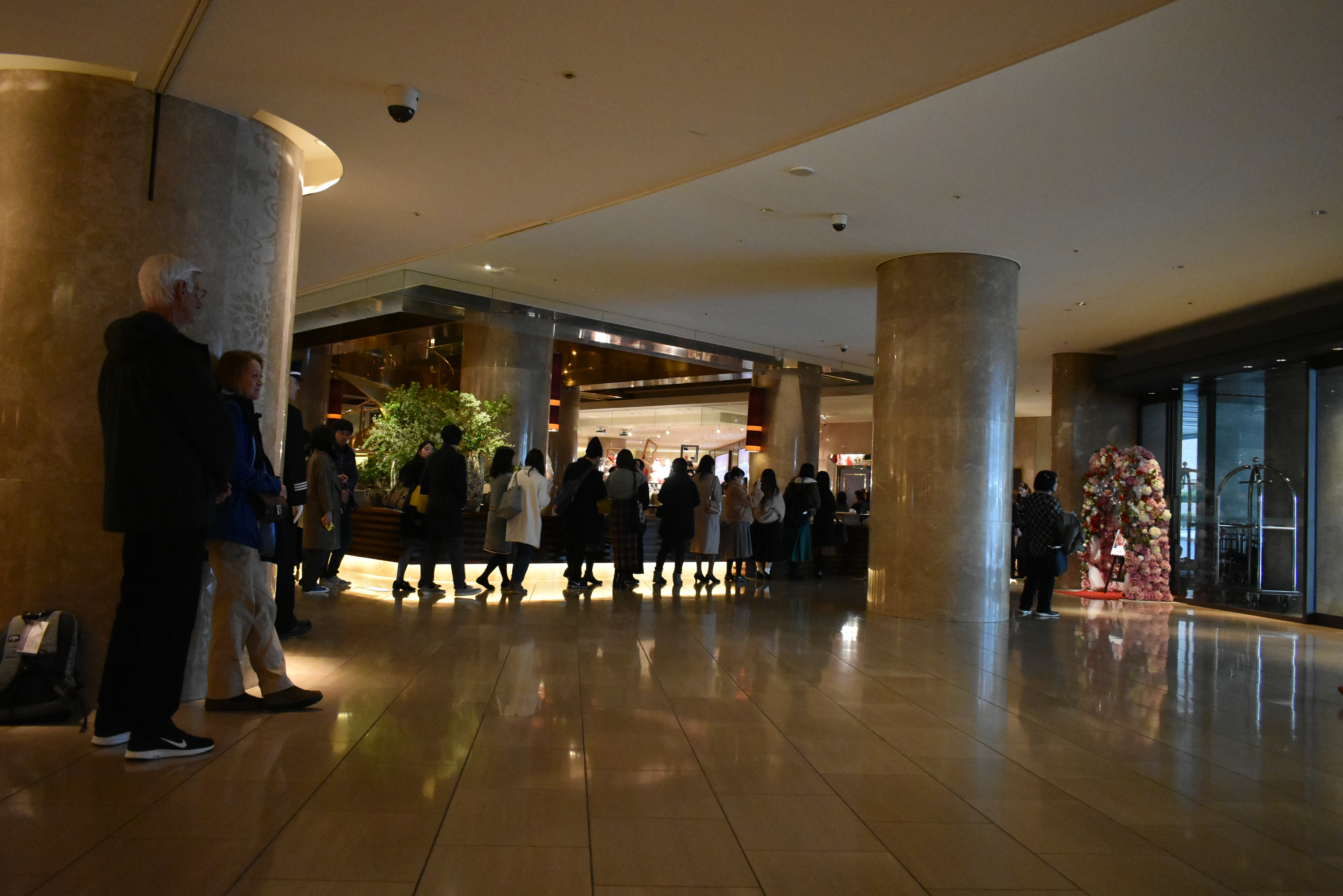
エントランス（2019年3月1日撮影）
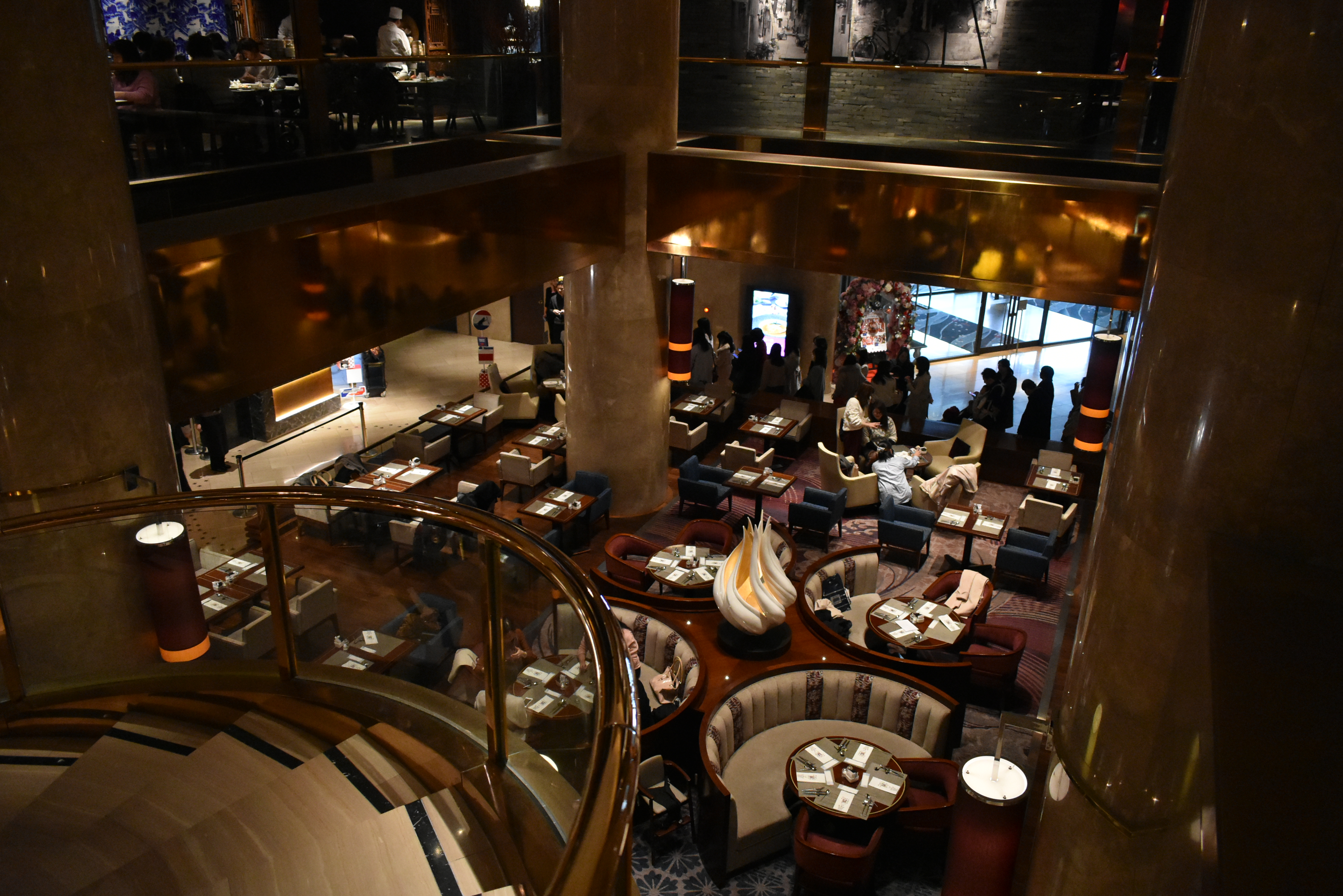
2階よりマーブルラウンジを見る（2019年3月1日撮影）
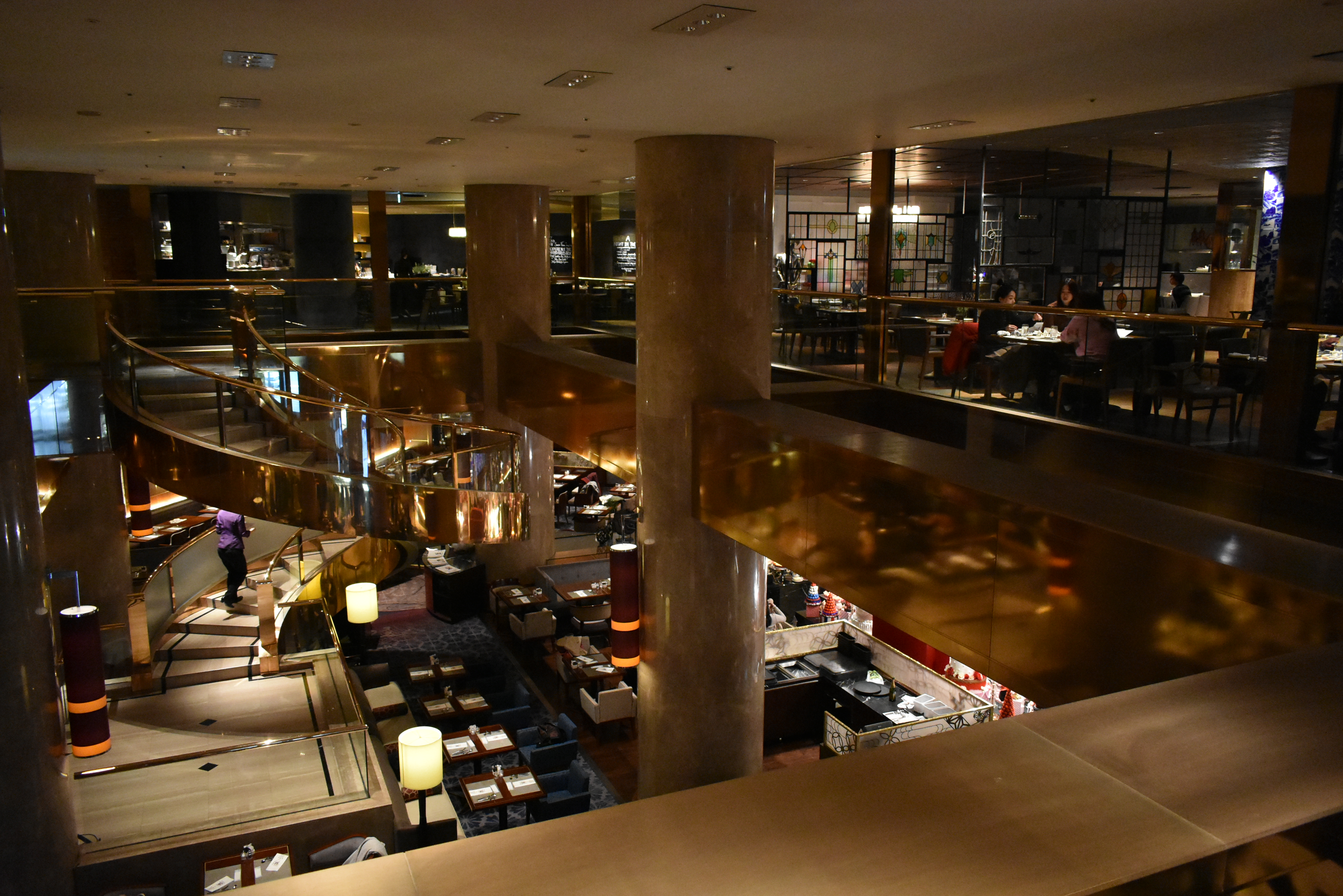
ラウンジ中央の螺旋階段（2019年3月1日撮影）

## 新宿国際ビルディング
ヒルトン東京は、東京都市開発株式会社（東京都が一部出資）が所有・管理する新宿国際ビルディングのホテル区画に入居している。多くの部分はヒルトン東京だが、オフィス部分（新宿国際ビル本館とも）があり、隣接する新宿国際ビルディング新館とともに各種企業などが入居している。ホテルとは独立したオフィス用の出入口ロビーがある。また、新宿国際ビルディング一帯は1980年に着手された「西新宿六丁目中央地区市街地再開発事業」によって開発されたものである。
1996年の西新宿駅開業に伴い整備された地下道「タイムズアベニュー」（新宿歩行者専用道第1号線）とは、1997年に接続している。
ビル全体の地下1階は、ヒルトピア（Hiltopia）という地下街（ショッピングモール）となっており、物販・飲食・サービスの約30店舗がある。運営は東京都市開発子会社の株式会社ヒルトピアであり、日本ヒルトンの直営施設ではない。また、地下4階には東京都下水道局の施設「新宿副都心水リサイクルセンター」があり、新宿の各高層ビルのトイレ用として下水道の処理水に殺菌処理等を施した再生水（中水）を供給・管理している。

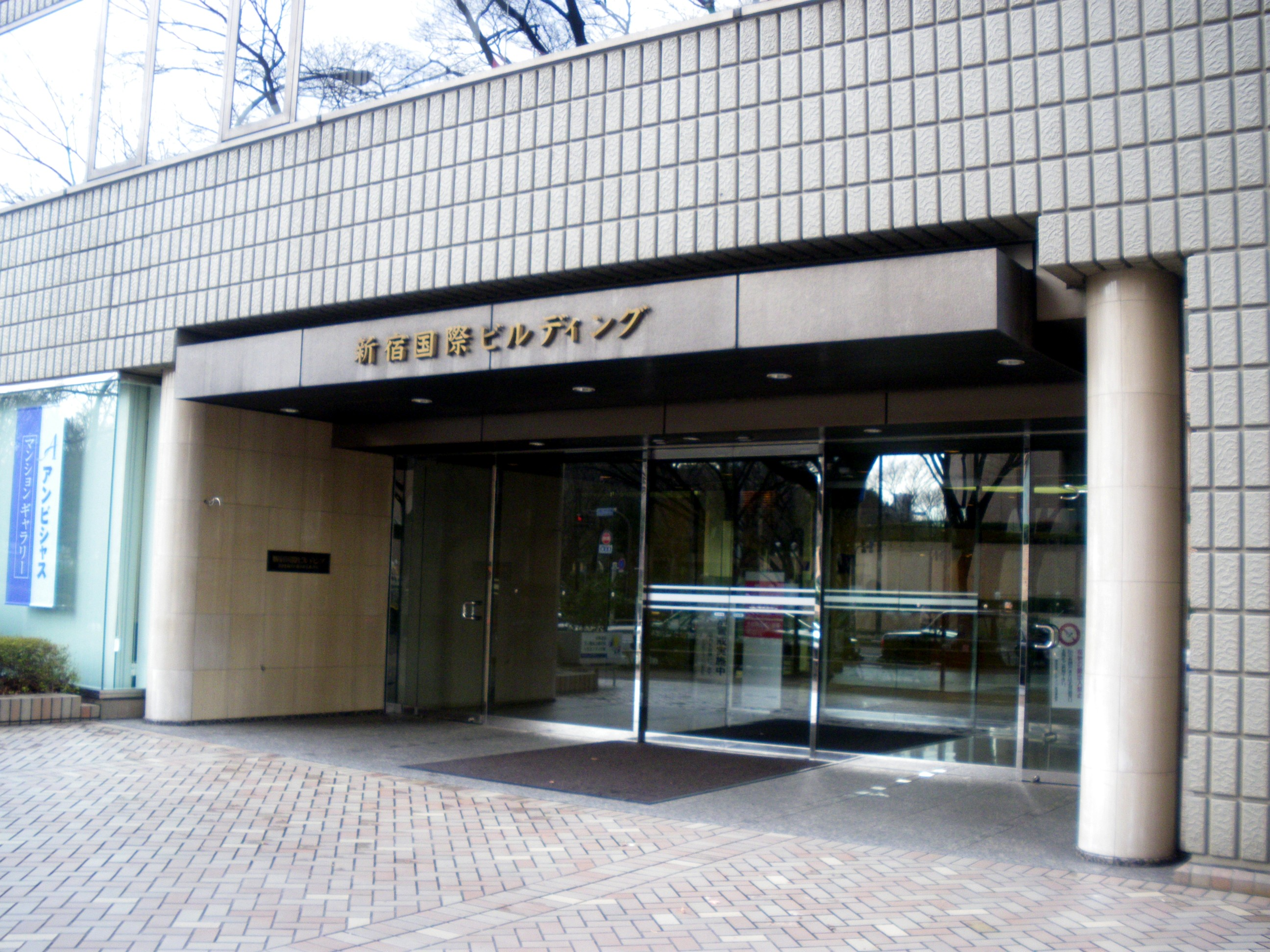
新宿国際ビルディング事務所棟の出入口。ヒルトン東京とは独立している。

## アクセス
- 鉄道
  - 新宿駅西口 - 徒歩10分[1]
  - 都営地下鉄大江戸線都庁前駅 徒歩3分[1]
  - 東京メトロ丸ノ内線西新宿駅 徒歩2分[1]
- 無料送迎バス

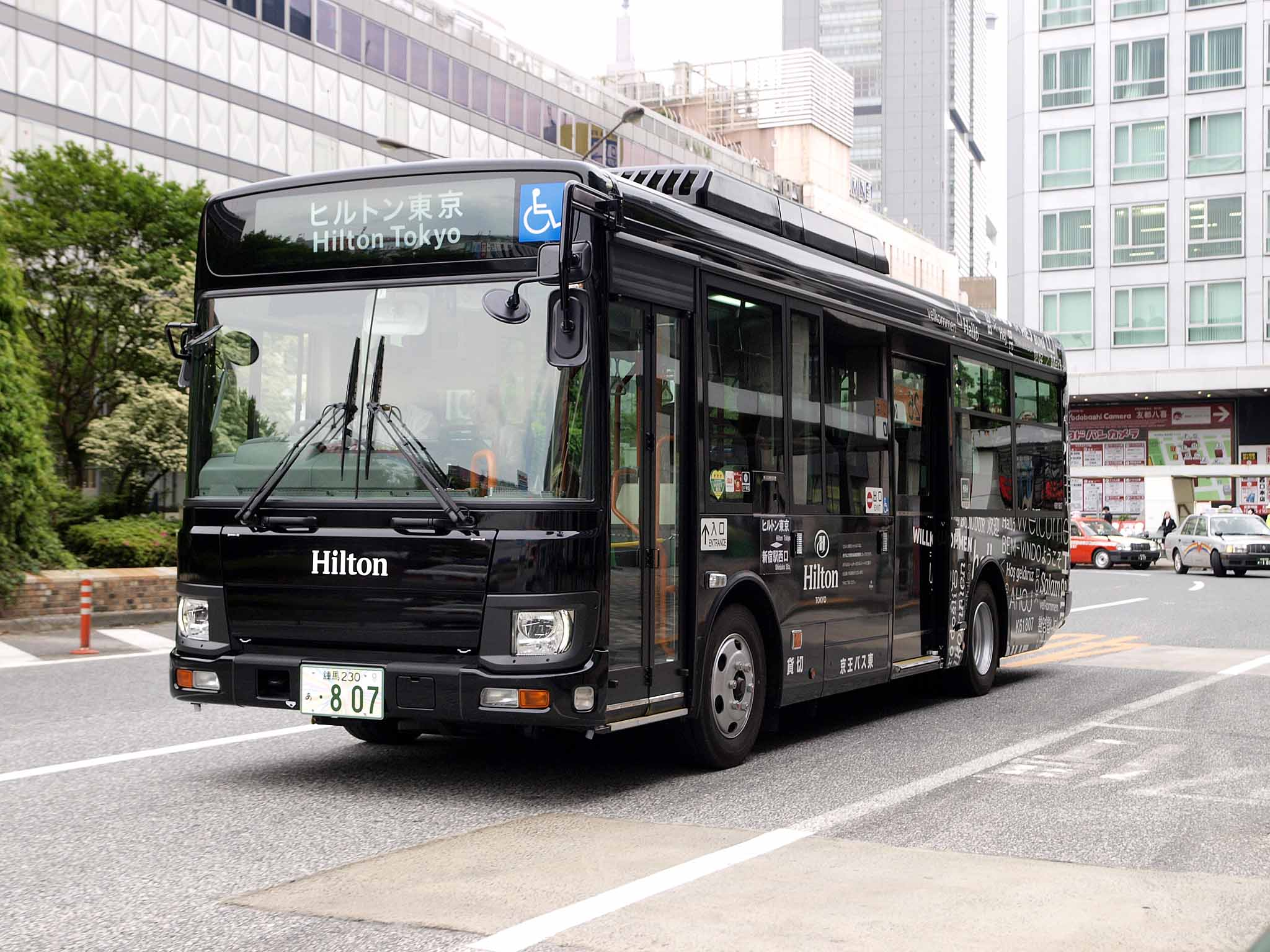
ホテル送迎バス（2018年撮影）

  - 新宿駅西口の京王百貨店前からシャトルバス（無料送迎バス）が運行されている[1]。
  - 京王バス東（中野営業所）が運行。

無料送迎バスの車両はツーステップバスが使用されていたが、2018年からバリアフリー対応のため、新型ノンステップバスに代替された[2]。
無料送迎バス専用車両は、かつては銀色地に青文字でヒルトンのロゴが入ったデザインだったが[3][4]、2013年6月から黒地に白文字で世界各国の言語で「ようこそ」「こんにちは」などの挨拶の言葉が書かれたラッピングが施された[5][6][7]。このラッピングは新型ノンステップバスにも受け継がれている[8]。
- 空港連絡バス
  - 成田国際空港・東京国際空港（羽田空港）から東京空港交通のリムジンバスが運行されている[1]。

なお、リムジンバスの乗客に新宿駅の東西を循環する新宿WEバスの無料乗車券を配布しており、新宿駅周辺での移動に利用できる[9]。また新宿駅西口などヒルトン東京付近から新宿WEバスに乗車できる[10]。
- 高速バス
  - 群馬方面からの高速バスが日本中央バスにより運行されていたが、2016年4月3日発便をもってバスタ新宿での停車に変更され、ヒルトン東京停留所は廃止された[11]。

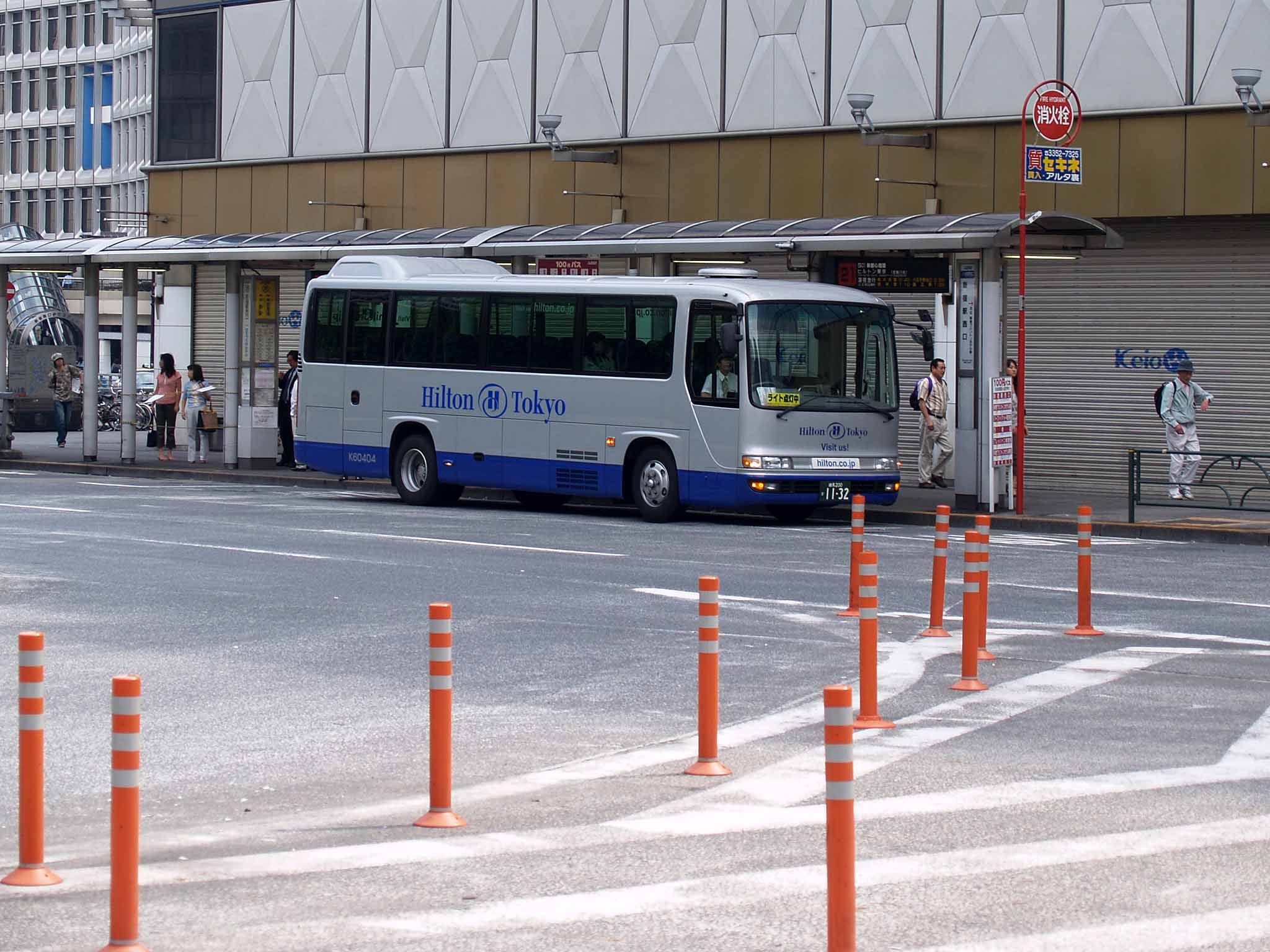
過去のシャトルバス車両（旧デザイン） 京王バス東・K60404号車（2005年撮影）
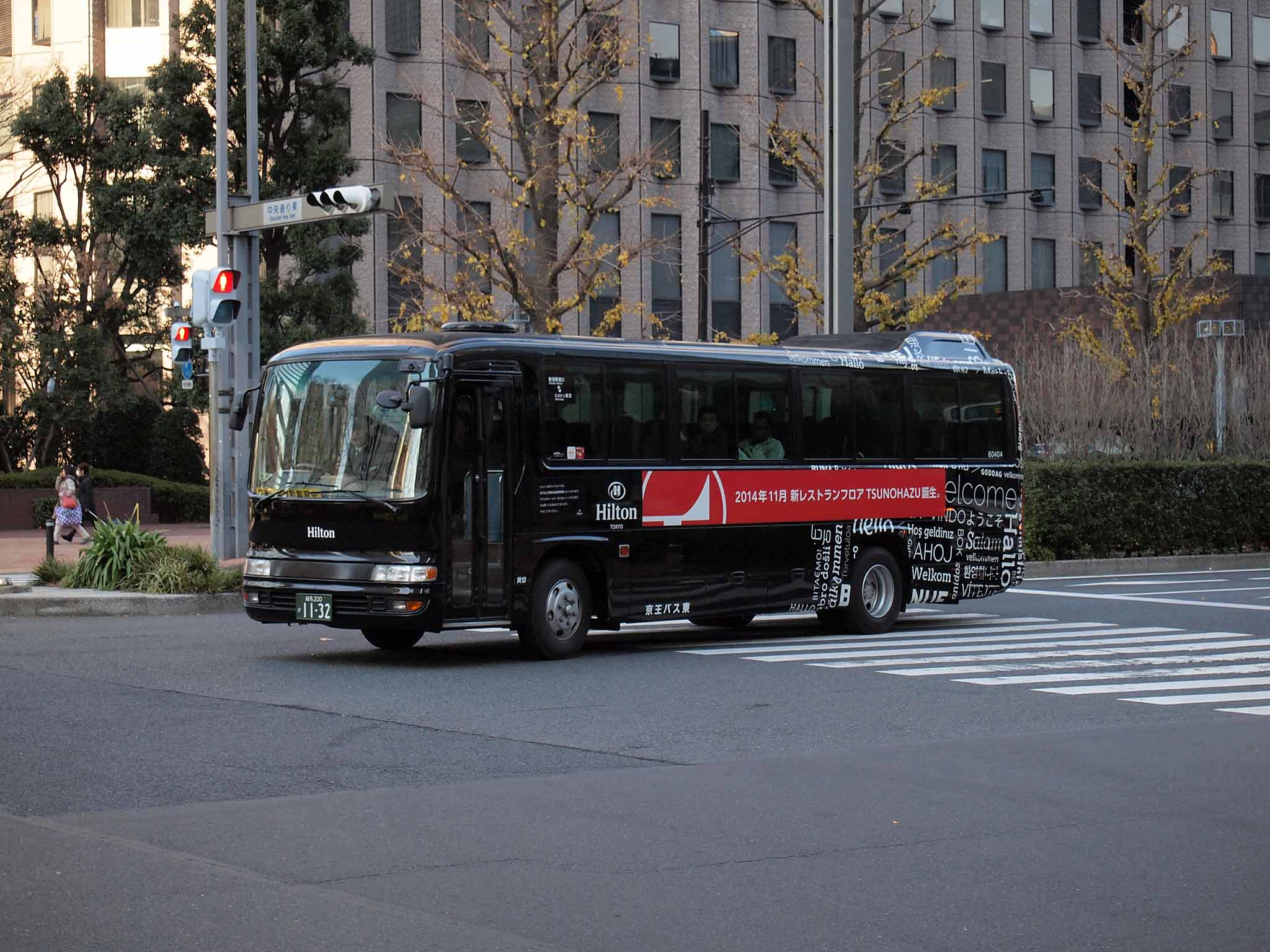
過去のシャトルバス車両（新デザイン） 京王バス東・K60404号車（2014年撮影）

## 不祥事
ミシュランガイド東京2008で二つ星の評価を受けていた、ヒルトン東京が経営する高級フレンチレストラン「トゥエンティワン」でメニューの産地偽装が行われていたとして、公正取引委員会が2008年9月にレストランへの立ち入り検査を実施した。調査の結果、レストランの発注責任者のフランス人シェフが食材の産地指定や農薬使用の有無の確認を怠ったまま注文し、2007年2月から9月頃まで、メニューで前沢牛と表示しながら大部分が山形牛であったり、北海道産ボタンエビと表示しながらカナダ産冷凍エビであったり、また無農薬オーガニック野菜と表示した野菜に農薬が使用されていたなどの状態が続いていたことが判明した。
同年12月16日、公正取引委員会から景品表示法第4条第1項第1号（優良誤認）違反として、ホテルを経営する日本ヒルトンが排除命令（行政処分）を受けた。公正取引委員会は「レストランは認識がありながら偽装表示を続けており、チェックできなかったホテル側にも問題があった」と指摘、これを受けてヒルトン東京は謝罪のコメントを出した。「トゥエンティワン」は営業自粛を経て9月に閉店し、同年11月7日より店舗跡地に「ル・ペルゴレーズ」が入居してレストラン業を再開した。
その後「ル・ペルゴレーズ」も2014年6月のレストランフロア全面改装により閉店し、店舗を総入れ替えした上で同年11月にリニューアルオープン。中国料理レストラン「王朝」以外は別の店舗に置き換えられた。